# Sasanka koňská

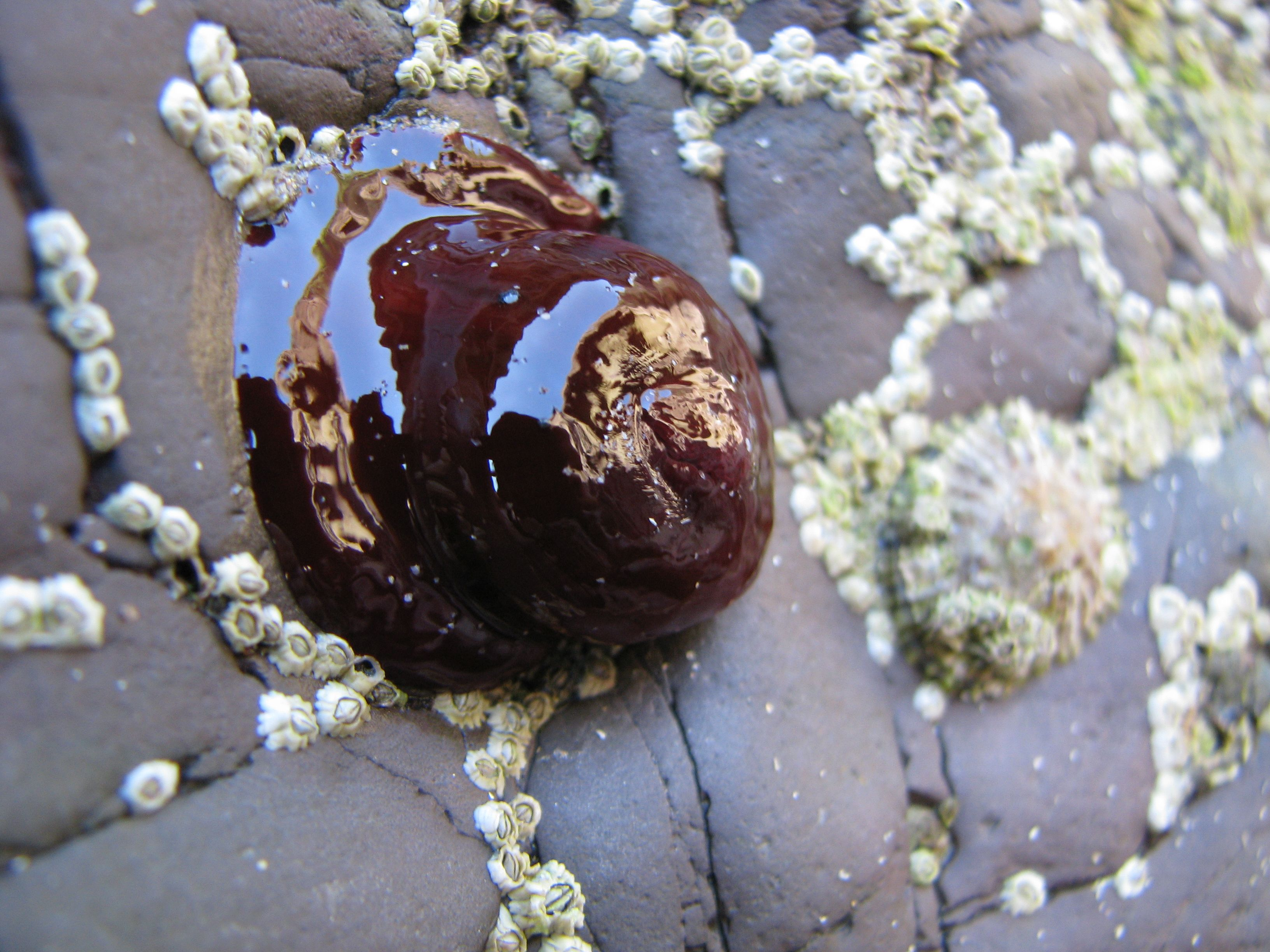
Sasanka koňská Actinia equina se zataženými rameny při odlivu

Sasanka koňská (Actinia equina) patří mezi žahavce, do skupiny sasanky.

## Symbióza
Sasanka koňská udržuje symbiózu s rakem poustevníčkem. Sasanka se usadí na ulitu raka, který ji přenáší z místa na místo (tím i k potravě), sasanka na oplátku raka chrání svými žahavými buňkami před jinými živočichy, takže je to výhodné pro oba.

## Vzhled a způsob života
Sasanka koňská je jednou z hojných sasanek vyskytujících se ve skalnatých mořských jezírkách v hloubce kolem 20 m a s teplotou 18 až 23 °C. Válcovité tělo dosahuje výšky asi 2,5 cm a  průměru kolem 5 cm. Kolem přijímacího otvoru má velké množství ramen s chapadly, která jsou dlouhá až 10 cm. Má až 192 chapadel v šesti kruzích, na některých jsou umístěny žahavé buňky.
Žije v pobřežní příbojové zóně a je velmi pevně přichycena k podkladu, obvykle ke skalám. Za odlivu se často ocitne mimo vodu. Ramena dovede při odlivu zatáhnout a vypadá jako červená bábovka. Když nastane příliv, vysune znovu ramena a tělní dutiny naplní vodou, což zabraňuje vyschnutí sasanky po odlivu.
Rozmnožuje se dělením. Živí se drobnými vodními živočichy.